# Urogymnus
Urogymnus is een klein geslacht uit de familie van pijlstaartroggen (Dasyatidae), orde Myliobatiformes.

## Soorten
- Urogymnus acanthobothrium (Last, White & Kyne, 2016)
- Urogymnus asperrimus (Bloch & Schneider, 1801)
- Urogymnus dalyensis (Last & Manjaji-Matsumoto, 2008)
- Urogymnus granulatus (Macleay, 1883)
- Urogymnus lobistoma (Manjaji-Matsumoto & Last, 2006)
- Urogymnus polylepis (Bleeker, 1852) – Reuzenzoetwaterpijlstaartrog